# Пуаре, Пьер
Пьер Пуаре́ (фр. Pierre Poiret; лат. Petrus Poiret; 15 апреля 1646, Мец — 21 мая 1719,  Рейнсбург) — французский кальвинист, богослов и философ; пропагандист учений дам-философов Антуанетты Буриньон и мадам Гюйон; мистик.

## Биография
Родился в кальвинистской семье и поначалу готовился к карьере художника, но увлёкся учением Декарта и стал протестантским пастором (неподалеку от Гамбурга). Сблизившись с известной основательницей секты мистиков, Антуанеттой Буриньон, стал одним из её ревностных приверженцев.
В 1680 году переселился в Голландию, где провёл последние годы жизни в литературных работах.

## Издания
Основные из них:
- «Cogitationum rationalium de Deo, anima et malo libri IV» (Амстердам, 1677),
- «Economie divine ou Systéme universel» (1687),
- «Idea theologiae christianae» (1687, основано на учении Якоба Бёма),
- «La Théologie réelle, vulgairement dite la Théologie allemande» (1700), с которой была соединена «Bibliothèque des principaux mystiques», «De eruditione triplici solida, superficiaria et falsa» (1692; автор доказывает, что вне боговдохновения нет истинных учёных),
- «Theologiae mysticae idea» (1702),
- «Bibliotheca mysticorum selecta» (1708),
- «Pratique de la vraye théologie mystique» (Кельн, 1709).

Издал также:
- «Toutes les oeuvres de M-elle Antoinette Bourignon» (Амстердам, 1679—84, 25 томов; 2-е изд., 1717)[3],
- перевод «Подражания Христу» (Le livre de l’imitation de Jésus-Christ; изд. 1800).

Подготовил к изданию:
- «Poésies et cantiques spirituels» г-жи Гюйон (Кельн, 1722; том 1).